# Svazek obcí Lípa
Svazek obcí Lípa je svazek obcí v okresu Pelhřimov a okresu Jihlava, jeho sídlem byl Kamenice nad Lipou a jeho cílem byl rozvoj regionu. Sdružoval celkem 19 obcí, byl založen v roce 2005 a zanikl v roce 2012.

## Obce sdružené v mikroregionu
- Bělá
- Bohdalín
- Bořetín
- Častrov
- Černov
- Horní Cerekev
- Horní Dubenky
- Horní Ves
- Kamenice nad Lipou
- Lhota-Vlasenice
- Mezná
- Mnich
- Počátky
- Polesí
- Stojčín
- Těmice
- Veselá
- Včelnička
- Žirovnice